# Alto Marne
Alto Marne (52; en francés Haute-Marne) es un departamento francés situado en la región de Gran Este. Debe su nombre al río Marne.

## Historia
El Alto Marne fue uno de los 83 departamentos originales creados durante la Revolución francesa el 4 de marzo de 1790. Fue instituido a partir de la antigua provincia de Champaña.

## Geografía
- El Alto Marne forma parte de la región actual de Champaña-Ardenas.
- Limita al norte con Marne y Mosa, al este con Vosgos, al sur con Alto Saona y Côte-d'Or, y al oeste con Aube.

## Demografía
| 1801    | 1831    | 1841    | 1851    | 1856    | 1861    | 1866    |
| ------- | ------- | ------- | ------- | ------- | ------- | ------- |
| 226.655 | 249.827 | 257.567 | 268.398 | 256.512 | 258.501 | 259.096 |
| 1872    | 1876    | 1881    | 1886    | 1891    | 1896    | 1901    |
| 251.196 | 252.448 | 254.876 | 247.781 | 243.533 | 232.057 | 226.545 |
| 1906    | 1911    | 1921    | 1926    | 1931    | 1936    | 1946    |
| 221.724 | 214.765 | 198.865 | 195.370 | 189.791 | 188.471 | 181.840 |
| 1954    | 1962    | 1968    | 1975    | 1982    | 1990    | 1999    |
| 197.147 | 208.450 | 214.336 | 212.304 | 210.670 | 204.067 | 194.873 |

Notas a la tabla:
- El primero de julio de 1974, el municipio de Frettes (209 habitantes en 1968) se unió al de Champlitte (Alto Saona), abandonando el Alto Marne.
- El 1 de enero de 1975, el municipio de Sainte-Livière (217 habitantes en 1968) se separa del departamento del Marne y se une al Alto Saona, incorporándose al nuevo municipio de Éclaron-Braucourt-Sainte-Livière.

Las principales ciudades con (datos del censo de 1999):
- Saint-Dizier: 30.900 habitantes, 55.814 en la aglomeración, que desborda los límites del departamento.
- Chaumont: 25.966 habitantes, 27.017 en la aglomeración.
- Langres: 9.586 habitantes, 10.893 en la aglomeración.

## Turismo
La ciudad fortificada de Langres, el castillo renacentista de Joinville y el pueblo de Colombey-les-Deux-Églises son las atracciones principales de este departamento.